# Kunama (peuple)

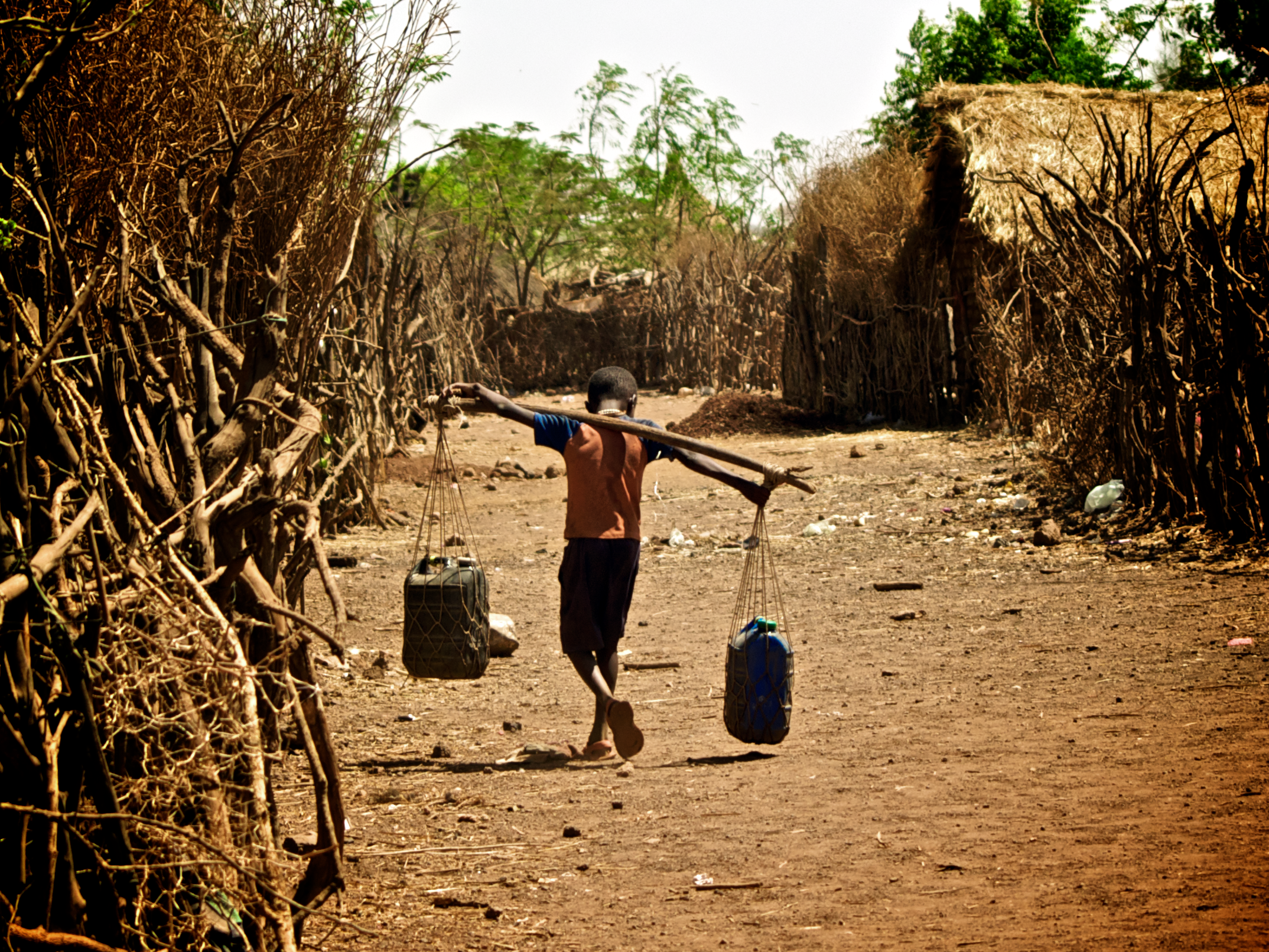
Camp de réfugiés de Shimelba.

Les Kunamas sont une population issue de la vallée du Nil et vivant en Érythrée, en Éthiopie et au Soudan. 80 % des Kunamas vivent en Érythrée, mais ils ne représentent que 2 % de la population de ce pays. La plupart des quelque 100 000 Kunamas vivent dans la région entre les rivières  Mareb et Tekezé, près de la frontière avec l'Éthiopie. La guerre a fait fuir environ 4 000 Kunamas en Éthiopie, où ils vivent comme réfugiés.

## Langue et religions
Les Kunamas parlent une langue nilo-saharienne, sans rapport avec la langue dominante, en Érythrée et en Éthiopie. La première grammaire et le premier dictionnaire sont établis par des missionnaires en 1873.
Bien que certains Kunamas pratiquent encore des croyances traditionnelles, la plupart ont adopté le christianisme (85 %), (Église érythréenne orthodoxe ou  protestante) ou l'islam (10 %). Les conversions à l'Islam d'une partie de la population datent de l'expansion du Sultanat de Sennar, encore nommé Funj, jusqu'au début du XIXe siècle. L'implantation du protestantisme s'explique notamment par des campagnes d'évangélisation dès 1866 par l'Église évangélique éthiopienne Mekane Yesus.

## Historique
Les Kunamas ont été conduits à se déplacer en fonction des conflits et des prises de possession de terres, dans cette zone géographique sensible. Une hypothèse généralement admise est qu'ils viennent initialement de la vallée du Nil, du pied des monts Nouba au Sud du Soudan. La première mention écrite les mentionnant vient d'un voyageur arabe resté inconnu, qui lors d'une visite près de Khartoum, au Soudan, en 872 avant notre ère, note la présence de groupes Cunamas (Kunamas) vivant dans la zone frontière avec l'Alodie. Une autre mention date du Xe siècle et du géographe arabe Ibn Hawqal. Il signale leur présence dans la vallée du Barka. Il précise qu'ils adorent un Dieu appelé Anna, et sont gouvernés par une communauté d'anciens. Ce peuple est aussi dénommé Baza ou Bazen par les communautés autres qui les côtoient,.
Avec l'arrivée des Européens dans la région, notamment des Italiens et Britanniques, le peuple kunama doit faire à des raids et des invasions des armées occidentales ou de leurs adversaires dans la Corne de l'Afrique. Parmi les raids les plus violents figure celui mené par le chef de guerre du Tigré, Ras Alula, luttant contre les Italiens,,.
De 1998 à 2000, le peuple kunama souffre particulièrement de la guerre entre l'Érythrée et l'Éthiopie. Certaines familles kunamas fuient l’Érythrée pour éviter l'enrôlement de leurs enfants, et s'installent comme réfugiés en Éthiopie, dans la zone sensible de la frontière avec l’Érythrée et à proximité du village frontalier contestée de Badmé. La plupart des réfugiés kunama s'implantent dans cette zone en l'an 2000, lorsque l'armée éthiopienne se retire de l’Érythrée. Il y a un peu plus de 4 141 réfugiés kunamas en Éthiopie. Ils vivent dans un premier temps en partie dans le camp de Wa'ala Nihibi, à 20 km de la frontière érythréenne, un camp temporaire situé dans une zone de désert aride, et dans la province éthiopienne du Tigré. Un nouveau site, Shimelba, est ensuite mis en place à 60 kilomètres au sud de Wa'ala Nihibi par la route. Le HCR entame également des discussions avec les gouvernements de l'Éthiopie et de l'Érythrée pour un éventuel retour volontaire des Kunamas ainsi réfugiés, vers l'Érythrée. Le gouvernement érythréen s'y dit favorable mais les réfugiés concernés sont sceptiques et peu tentés par cette perspective, privilégiant d'autres pays d'accueil. Lors du recensement éthiopien de 2007 il a été constaté une chute de la population kunama dans la région du Tigré.
Les plaines fertiles de la  Gash-Barka, région où les Kunamas d’Érythrée vivent, sont parfois désignées comme le «grenier à blé de l’Érythrée». Autrefois nomades, ils deviennent agriculteurs et éleveurs. La politique officielle du gouvernement de l’Érythrée est que la terre est propriété de l'état. Ce gouvernement encourage les grandes exploitations.

## Organisation traditionnelle
Le peuple kunama est une communauté à l'organisation matrilinéaire, avec des clans et sous-clans, des assemblées élues et des conseils d'anciens dans les villages,.

## Culture
La chanteuse Dehab Faytinga, qui a été particulièrement active dans la mise en évidence de la tradition musicale du peuple kunama indique que la musique et les chants accompagnent les travaux dans les champs mais aussi les cérémonies traditionnelles, telle que la grande cérémonie annuelle, Kundura. Durant cette cérémonie, tous les membres de la communauté portent des vêtements et des parures rituels, et parlent et chantent dans une langue des esprits que seuls les anciens comprennent.